# Pitcairnia oaxacana
Pitcairnia oaxacana är en gräsväxtart som beskrevs av Lyman Bradford Smith. Pitcairnia oaxacana ingår i släktet Pitcairnia och familjen Bromeliaceae. Inga underarter finns listade i Catalogue of Life.